# Fred Chappell
Pour les articles homonymes, voir Chappell.
Œuvres principales
- Dagon, le dieu-poisson
- Ma famille inoubliable

Fred Chappell, né le 28 mai 1936 à Canton en Caroline du Nord et mort le 4 janvier 2024 à Greensboro, est un écrivain américain.

## Œuvres traduites en français

### Tétralogie Kirkman
1. Ma famille inoubliable, Autrement, 2001 ((en) I Am One of You Forever, Louisiana State University Press, 1985), trad. Anne Berton, 221 p.  (ISBN 978-2746701274)
2. L'Éclaireur, Autrement, 2008 ((en) Brighten the Corner Where You Are, St. Martin's Press, 1989), trad. Anne Mornet, 207 p.  (ISBN 978-2746703049)

### Romans indépendants
- L'Hameçon d'or, Gallimard, 1965 ((en) It is time, Lord, Atheneum, 1963), trad. Maurice-Edgar Coindreau, 184 p.  (ISBN 978-2070213641)
- Prémonitions, Gallimard, 1969 ((en) The Inkling, Harcourt, 1965), trad. Claude Lévy, 192 p.  (ISBN 978-2070268986)
- Dagon, le Dieu-Poisson, Bibliothèque Marabout, 1980 ((en) Dagon, Harcourt, 1968), trad. Maurice-Edgar Coindreau, 281 p.

### Recueils de nouvelles
- Lumières, Christian Bourgois éditeur, 1994 ((en) Moments of Light, New South Co, 1980), trad. Michel Gresset et Gérard Petiot, 245 p.  (ISBN 978-2267009408)
- De la neige dans le triangle, Christian Bourgois éditeur, 1997 ((en) More Shapes Than One, St Martins Press, 1991), trad. Sabine Porte, 273 p.  (ISBN 978-2267014006)